# دانشگاه ترنسکارپات
دانشگاه دولتی ترنسکارپات (همچنین به عنوان ZakDU یا TcSU شناخته می‌شود، اوکراینی: Закарпатський державний університет (ЗакДУ))، در شهر اوژهرود، یکی از دانشگاه‌های بزرگ در استان زاکارپاتسکا است. این مؤسسه به عنوان مؤسسه دولتی علوم اطلاعات، اقتصاد و حقوق اوژهرود (UzhDIIEP) تأسیس شد.
ابن دانشگاه مجله خود را به نام Naukovyi Visnyk ("Scientific Herald") و یک روزنامه منطقه ای منتشر می‌کند.